# Empis kvakensis
Empis kvakensis är en tvåvingeart som beskrevs av Igor Shamshev 2003. Empis kvakensis ingår i släktet Empis och familjen dansflugor. Inga underarter finns listade i Catalogue of Life.